# Echidna unicolor
Echidna unicolor är en fiskart som beskrevs av Schultz, 1953. Echidna unicolor ingår i släktet Echidna och familjen Muraenidae. Inga underarter finns listade i Catalogue of Life.